# تخطيط صدى معزز بالتباين

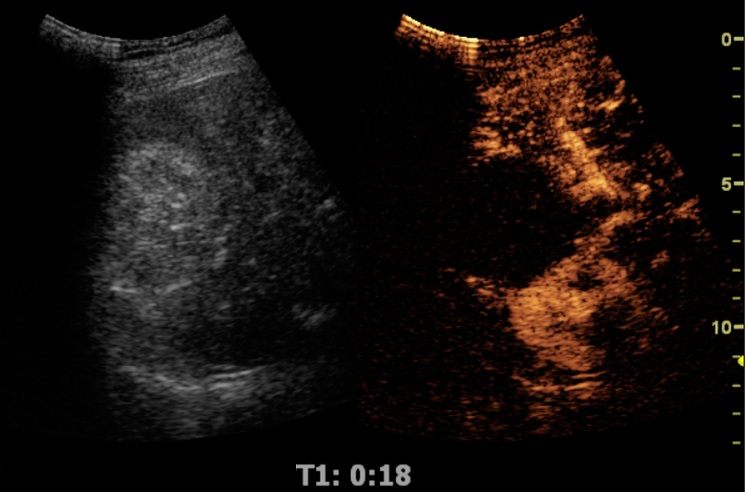
تخطيط صدى كلوي معزز بالتباين يظهر سرطانة خلية كلوية معالجة بنجاح بالاستئصال الحراري. يعتبر العلاج ناجح بسبب غياب تعزيز موضع السرطانة لوسيط التباين.

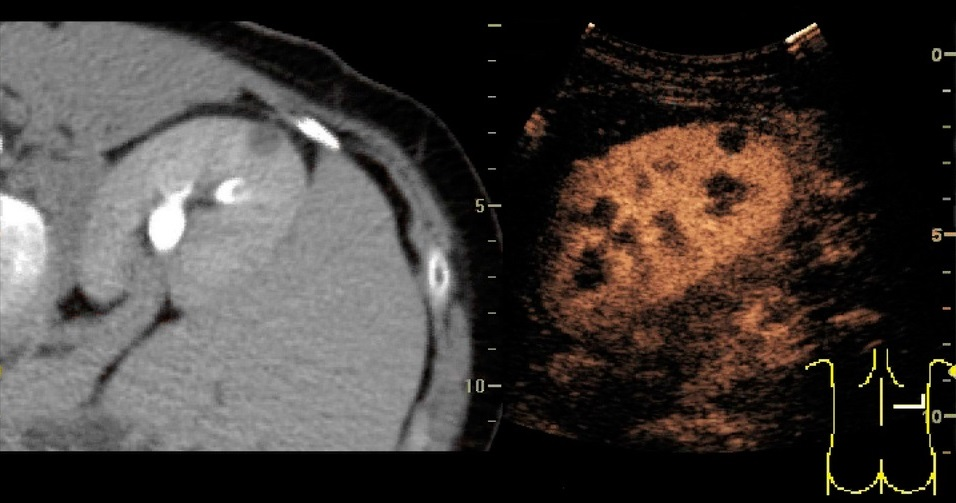
أظهر التصوير المقطعي المحوسب وجود آفة قشرية غير محددة الطبيعة، ولكن تخطيط الصدى الكلوي المعزز بالتباين أثبت أنها كيسية وحميدة بعد دمج الصور.

تخطيط الصدى المعزز بالتباين، هو تخطيط صدى طبي تقليدي يقترن باستخدام وسيط تباين. يعتمد التباين على اختلاف انعكاس الموجات الصوتية من المسافات بين المواد. قد يكون ذلك سطح فقاعة هواء صغيرة أو بنية أخرى أكثر تعقيدًا. تتكون وسائط التباين المتوفرة تجاريًا من فقاعات صغيرة مملوءة بالهواء تدخل للجسم عبر الحقن الوريدي. تكون تلك الفقاعات الصغيرة عالية الصدوية (أي ذات قدرة كبيرة على عكس الموجات الصوتية). يوجد اختلاف كبير بين صدوية الغاز في الفقاعات وصدوية الأنسجة الرخوة في الجسم. ولهذا، يعزز تخطيط الصدى المتزامن مع حقن وسيط تباين من التبعثر المرتد -أو انعكاس الموجات الصوتية- لينتج عن ذلك تخطيط صدى عالي التباين بسبب الاختلاف الكبير في الصدوية.
تقرن الفقاعات الصغيرة بجزيئات صغيرة (ربيطات) ترتبط بمستقبلات خاصة بالأمراض داخل الوعائية، وهذا سيسمح للمعقد المتشكل بالتراكم ضمن الأنسجة المريضة أو غير الطبيعية. يعرف هذا الشكل من التصوير الجزيئي باسم تخطيط الصدى الموجه والمعزز بالتباين. يولد هذا الشكل من التصوير إشارة صدوية قوية بعد ارتباط الفقاعات الدقيقة بالمنطقة المستهدفة. يفيد تخطيط الصدى الموجه والمعزز بالتباين في التشخيص الطبي والعلاجي. ومع ذلك، لم توافق إدارة الغذاء والدواء الأمريكية بعد على الاستخدام السريري لهذه التقنية في الولايات المتحدة.

## التطبيقات
يستخدم تخطيط الصدى المعزز بالتباين غير الموجه في تخطيط صدى القلب وعلم الأشعة، بينما يستخدم التخطيط الموجه في سياق مجموعة متنوعة من التطبيقات الطبية.

### تخطيط الصدى غير الموجه المعزز بالتباين
تستخدم فقاعات أوبتسيون وليفوفيست المتوفرة حاليًا في تخطيط صدى القلب، بينما تستخدم مادة التباين لشركة سونوفو في الأشعة لتوصيف الآفات.
- تحديد حواف العضو: تعزز الفقاعات الدقيقة التباين بين الأنسجة والدم، وهذا يمنح الطبيب صورة أوضح لهيكل العضو. يشكل ذلك أمرًا بالغ الأهمية في تخطيط صدى القلب، حيث يشير ترقق جدار القلب أو سماكته أو عدم انتظامه إلى حالة قلبية خطيرة تتطلب المراقبة أو العلاج.
- حجم الدم والتروية: يساعد تخطيط الصدى المعزز بالتباين بما يلي: (1) تقييم درجة التروية الدموية لعضو أو منطقة ما و(2) تقييم حجم الدم ضمن عضو أو منطقة ما. تسمح الفقاعات الدقيقة بقياس معدل التدفق القلبي عند استخدام تقنية الإيكو دوبلر معها، وهذا يمكننا من تشخيص اضطراب صمامات القلب. توفر الكثافة النسبية لصدوية الفقاعات الدقيقة مقدار كمي تقريبي لحجم الدم.[4]
- توصيف الآفة: يلعب تخطيط الصدى المعزز بالتباين دورًا في التفريق بين آفات الكبد البؤرية الحميدة والخبيثة. يعتمد التفريق بين الآفات على ملاحظة أو معالجة نمط الحركية الوعائية ضمن الآفة ومقارنة ذلك مع الأنسجة المحيطة بها.[5][6]

### تخطيط الصدى الموجه المعزز بالتباين
الالتهاب: يمكن تصميم وسائط تباين مخصصة للارتباط ببروتينات معينة يفرزها الجسم في الأمراض الالتهابية بشكل خاص كما في داء كرون والتصلب العصيدي والنوبات القلبية مثلًا. تستهدف هذه التقنية الخلايا البطانية للأوعية الدموية والكريات البيض:
تعبر الأوعية الدموية الملتهبة -على وجه التحديد- عن مستقبلات معينة تعمل كجزيئات التصاق خلوية، ومن هذه الجزيئات: VCAM-1 وICAM-1 والسيليكتين إي. يمكن استخدام الفقاعات التي تستهدف هذه الجزيئات وترتبط بها للكشف عن بداية حدوث الالتهاب عبر التصوير بالموجات فوق الصوتية. يسمح الاكتشاف المبكر للالتهاب بوضع علاجات أفضل. حاول بعض الباحثين صنع فقاعات دقيقة تحوي أجسام مضادة وحيدة النسيلة ترتبط بجزيئات السيليكتين بي وICAM-1 وVCAM-1، ولكن كان الالتصاق بالهدف الجزيئي ضعيف؛ فقد انفصل جزء كبير من الفقاعات الدقيقة عن الهدف بعد الارتباط به، خاصةً في الحالات التي ترافقت بإجهاد قص هام فيزيولوجيًا.
تمتلك كريات الدم البيضاء قدرة كبيرة على الالتصاق، ويرجع ذلك جزئيًا إلى نظام الإيقاف الخلوي مزدوج الارتباط بالسيليكتين والإنتغرين. يملك زوجPSGL-1: سيليكتين قدرة ارتباط سريعة تعمل على إبطاء الكريات البيض، بينما يملك زوج الإنتغرين: غلوبولين مناعي قدرتي ارتباط وانفصال بطيئتين مهمتين لإيقاف الكريات البيض وتعزيز الالتصاق حركيًا. حاول الباحثون ربط وسائط تباين بجزيئات كهذه عبر استخدام تقنيات خاصة -كالاستهداف مزدوج الربيطات لمستقبلات مميزة للبوليمرات الكروية الدقيقة، كما حاولوا إنشاء محاكاة حيوية لنظام كبح الكريات البيض الذي يستخدم الإنتغرين والسيليكتين. أوضحت هذه المحاولات القدرة العالية على الالتصاق، ولكنها لم تصل لدرجة تسمح باستخدامها سريريًا للكشف عن الالتهاب.
الخثرات وانحلالها: تشكل الصفائح الدموية المفعلة جزء أساسي من الخثرات الدموية. يمكن ربط الفقاعات الدقيقة بجزء مأشوب متبدل أحادي السلسلة نوعي للبروتين السكري المنشط 2ب/3أ، وهو أشيع المستقبلات الموجودة على سطح الصفائح الدموية. ترتبط الفقاعات الدقيقة الموجهة للبروتين السكري 2ب/3أ بالصفائح الدموية المفعلة على الرغم من ارتفاع إجهاد القص في منطقة تشكل الخثرة، وهذا سيسمح بتصوير جزيئي مباشر لحالات الخثار -كاحتشاء العضلة القلبية مثلًا، بالإضافة إلى مراقبة نجاح انحلال الخثرة الدوائي أو فشله.
السرطان: تعبر الخلايا السرطانية أيضًا عن مجموعة محددة من المستقبلات وأهمها المستقبلات المحفزة لنمو أوعية دموية جديدة. بناءً على ذلك، يمكننا صنع فقاعات دقيقة تستهدف عامل النمو البطاني الوعائي أو البروتين السكري 2ب/3أ مثلًا، وهذا سيساعدنا في تحديد مواضع السرطانات بطريقة نوعية وغير متوغلة.
إدخال الجينات: يمكن ربط ناقل من حمض نووي ريبوزي منقوص الأكسجين بالفقاعات الدقيقة، ثم تصمم تلك الفقاعات لترتبط بمستقبلات خاصة بالخلايا المستهدفة. تستخدم الموجات فوق الصوتية -فيما بعد- لتفجير الفقاعة الدقيقة فور وصولها سطح الخلية الهدف مع الحمض النووي المحمول. تؤدي القوة المرتبطة بالانفجار إلى ارتفاع مؤقت في نفوذية الأنسجة المحيطة؛ ما يسمح للحمض النووي المحمول بالدخول بسهولة أكبر إلى الخلايا.
إدخال الأدوية: يمكن ربط الأدوية بالغلاف الشحمي للفقاعات الدقيقة. يسمح الحجم الكبير للفقاعات بإدخال كمية أكبر من الدواء مقارنةً بمركبات الإدخال الأخرى –كالجسيمات الشحمية مثلًا. تزود الفقاعات الدقيقة الحاملة للدواء بجزيئات تقترن بمستقبلات نوعية خاصة بالخلايا المستهدفة. لن تساعدنا هذه الطريقة بتوصيل الدواء بشكل نوعي فحسب، بل يمكننا أيضًا التحقق من ذلك عبر تصوير المنطقة بالموجات فوق الصوتية.